# Huyang, Anhui
Huyang (kinesiska: 湖阳) är en köping i östra Kina. Den ligger i Dangtu härad i staden Ma'anshan i provinsen Anhui omkring 160 kilometer öster om provinshuvudstaden Hefei. Antalet invånare är 26 890. Befolkningen består av 12 690 kvinnor och 14 200 män. Barn under 15 år utgör 14,0 %, vuxna 15-64 år 73 %, och äldre över 65 år 11,0 %.